# Przetwornik elektropneumatyczny

Rys. 1. Schemat przetwornika elektropneumatycznego

Przetwornik elektropneumatyczny – urządzenie zamieniające sygnały elektroniczne na sygnały pneumatyczne.
Przetwornik elektropneumatyczny (patrz rys. 1) składa się z korpusu (1) tworzącego komorę (2), wewnątrz której są umieszczone dysze wejściowa (3) i wyjściowa (4), osadzone osiowo w przeciwległych ścianach korpusu. Między dyszą wejściową i wyjściową znajduje się element grzejny (5), mający styki wyprowadzone na zewnątrz.
Powietrze doprowadzane do dyszy wejściowej przepływa przez komorę wzdłuż elementu grzejnego, a następnie wpada do dyszy wyjściowej. Doprowadzenie do elementu grzejnego odpowiednich sygnałów elektrycznych powoduje nagrzewanie przepływającego powietrza, wzrost jego ciśnienia i zmianę pneumatycznego sygnału w strumieniu, przepływającym przez dyszę wyjściową.